# Ariel Sánchez
Ariel Sánchez Gómez (Cali 14 de julio de 1958 -Bogotá noviembre de 1985) alias Pacho fue un guerrillero colombiano del Movimiento 19 de abril (M-19). Participó y murió en la Toma del Palacio de Justicia.

## Biografía
Se le encargó como comandante No. 5 durante la Toma del Palacio de Justicia el 6 y 7 de noviembre de 1985 el Flanco Nororiental (Sala de Magistrados y azotea) Murió durante la retoma y defensa del ejército de Colombia mientras este mantenía secuestrados.
Su cuerpo fue identificado y entregado en 2005.